# Pirionimyia moyobambensis
Pirionimyia moyobambensis är en tvåvingeart som beskrevs av Townsend 1929. Pirionimyia moyobambensis ingår i släktet Pirionimyia och familjen parasitflugor.
Artens utbredningsområde är Peru. Inga underarter finns listade i Catalogue of Life.